# ایوانوفکا (شهرستان گافوریسکی، باشقیرستان)
ایوانوفکا (انگلیسی: Ivanovka, Gafuriysky District, Republic of Bashkortostan) یک شهرک در شهرستان گافوریسکی استان باشقیرستان کشور روسیه است.